# 布吕耶尔和蒙贝罗
布吕耶尔和蒙贝罗（法語：Bruyères-et-Montbérault，法語發音：[bʁɥijɛʁ e mɔ̃beʁo]）是法国上法蘭西大區埃纳省的一个市镇，属于拉昂区。

## 地理
布吕耶尔和蒙贝罗（49°31'28"N, 3°39'49"E）面积11.61 平方千米，位于法国上法蘭西大區埃纳省，该省份为法国北部内陆省份，北起北部省，西接索姆省和瓦兹省，东临阿登省和马恩省，西南至塞纳-马恩省，东北部与比利时接壤。
与布吕耶尔和蒙贝罗接壤的市镇（或旧市镇、城区）包括：阿蒂苏拉昂、沙穆耶、谢雷、拉昂、马蒂尼库皮埃尔、蒙特诺、帕尔丰德吕、普雷勒和蒂耶尔尼、沃尔日。

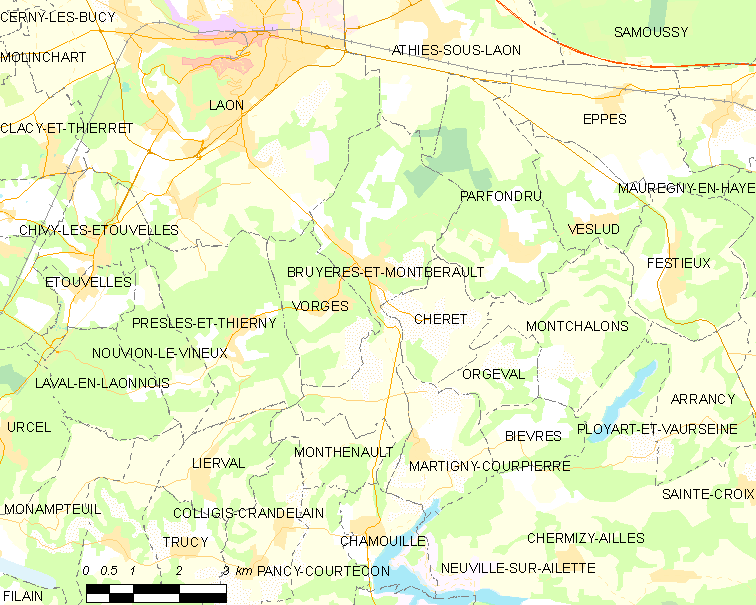
布吕耶尔和蒙贝罗的OSM定位图

布吕耶尔和蒙贝罗的时区为UTC+01:00、UTC+02:00（夏令时）。

## 行政
布吕耶尔和蒙贝罗的邮政编码为02860，INSEE市镇编码为02128。

## 政治
布吕耶尔和蒙贝罗所属的省级选区为拉昂第二县。

## 人口

1962-2008年间布吕耶尔和蒙贝罗人口变化图示

布吕耶尔和蒙贝罗于2022年1月1日时的人口数量为1419人。